# 霊巌
霊巌（れいがん、天文23年4月8日（1554年5月9日） - 寛永18年9月1日（1641年10月15日））は、江戸時代前期の浄土宗の僧。字は松風。号は檀蓮社。

## 生涯・功績
駿河国の出身で、今川氏系沼津土佐守氏勝の三男。諱は肇叡。生年に父と兄を三河攻めで亡くしており、11歳で駿河浄運寺の増誉上人に師事して出家した。15歳のとき下総国生実（現在千葉市中央区）大巌寺の道誉貞把と雲潮に従って修学した。その後大巌寺の三世住職となったがこれを辞して、奈良の霊巌院や山田霊巌寺など奈良周辺の数十箇所で浄土宗寺院の建立に尽力した。この功績を知った徳川家康が「大巌寺で再び法幢を立つべき」として再び呼び寄せて大巌寺へ入った。慶長8年（1603年）には安房大網に大巌院を開いている。
寛永元年（1624年）江戸霊巌島（東京都中央区）に霊巌寺を創建し、のち関東十八檀林の一つとなった。後水尾天皇にも進講し、寛永6年（1629年）には京都知恩院32世門跡となった。知恩院は寛永10年（1633年）の火災でほぼ全焼してしまうが、3代将軍徳川家光の庇護の下、知恩院の再興に尽くした。
その御礼に寛永15年（1638年）に江戸に戻り、寛永18年（1641年）江戸で寂、87歳。道号は雄誉。
霊巌寺は明暦3年（1657年）の明暦の大火で全焼し、のち江戸深川に移転した。